# Maljasjoki
Maljasjoki is een rivier die stroomt in de Finse gemeente Enontekiö in de regio Lapland. De rivier ontwatert het Salttijärvi en  stroomt over haar gehele lengte naar het zuiden, maar kronkelt hevig. Ze stroomt door moerassig gebied zonder enige bewoning. Ze is 35490 meter lang (meting Zweedse instantie voor waterhuishouding SMHI). Ze maakt onderdeel uit van het stroomgebied van de Torne. In de buurt van Kuttanen stroomt ze de Muonio in.
Afwatering: Maljasjoki → Muonio →  Torne → Botnische Golf